# 納婀馬第
創造神（排灣語：Naqemati），是台灣排灣族神話中創造宇宙萬物之神，是一切萬物和生命的起源，也是排灣族傳統信仰觀念中的最高神。

## 簡述
在泛大武山民族的宗信仰體系中，創造神分批創造了世界上所有一切的萬物，第一次創造了大地和天體、第二次創造了大地上的景物，如草原和森林等、第三次創造了動物，第四次創造了人類，在創造出萬物後，祂又創造出其他神祇，派遣祂們各自掌管部分事務，而他自己則長居最高層的世界：神界（i-pidi），並且創造、掌管著人類的生命，人的一生際遇皆由祂所管理，在外因不正常原因死掉導致不能放在家中埋葬祭祀的靈魂只能等待祂改變自己的命運，而貴族或頭目家族有嬰兒出生後，也要在第三天抱出門給祂看，由於過去嬰兒死亡率高，因此人們相信孩子剛出生時，生命仍然屬於創世神，要等到三個月後，由巫師來執行成人禮儀（seman qinatiyan）才算是真的人；另外也有說法認為，創造神並非一位特定的神，而是稱號，象徵賦予人類生命的神祇。
另外在部分教派觀念中，創造神其實就是太陽神（Qadaw）的另一個面向，即太陽就是創造一切的創造神，被稱為「太陽創世神」（Qadaw a naqemati），祂無所不在、無所不能，是一切的源頭。學者認為很有可能是因為太陽帶來的陽光使作物得以生長、人類也才得以生活，因此認為太陽就是創造生命、創造一切的神。

## 其他

### 巫文化
在排灣族巫師進行的許多儀式都跟納婀馬第有關，例如祈禱祂增強或改變人的命運（cemeperhiyu tua kinipaqatiyan）、瓢卜（remuqu）問事時也是直接詢問祂，巫師會將其巫珠放在葫蘆上滾動、一邊唸經，並且提出「是否」的問題，若回答是肯定的話巫珠就會停在葫蘆表面上一動也不動，此外，巫師念誦的基礎經文中第四段也是在讚頌納婀馬第的神蹟。

### 基督教
在基督教進入排灣族社會後，創造神的定位被傳教士拿來跟上帝結合，稱其為「naqemati a tja cemas ti yisu」，讓排灣族人更容易接受其宗教。

### 稱號
雖然許多學者會以「澤罵斯」（cemas）來稱呼包括創造神在內的排灣族神祇，傳教士也以此稱呼創造神，但根據排灣族人的觀念，澤罵斯其實是代表排灣族低階的神祇或鬼魂，用其來稱呼創造神或太陽神等高階神祇是相當不敬的說法，有可能是當初跟外來勢力接觸時，外來勢力不明白確切的排灣族傳統信仰觀念而搞混造成的。